# Boksen op de Olympische Zomerspelen 1960
Boksen is een van de sporten die beoefend werden tijdens de Olympische Zomerspelen 1960 in Rome.

## Heren
Uitslagen per gewichtsklasse: 

### vlieggewicht (tot 51 kg)
| rang   | sporter               | land |
| ------ | --------------------- | ---- |
| Goud   | Gyula Török           | HUN  |
| Zilver | Sergej Sivko          | URS  |
| Brons  | Abdelmoneim El-Guindi | RAU  |
| Brons  | Kiyoshi Tanabe        | JPN  |
| 5      | Humberto Barrera      | USA  |
| 5      | Miguel Botta          | ARG  |
| 5      | Mircea Dobrescu       | ROU  |
| 5      | Manfred Homberg       | EUA  |

### bantamgewicht (tot 54 kg)
| rang   | sporter                   | land |
| ------ | ------------------------- | ---- |
| Goud   | Oleg Grigorjev            | URS  |
| Zilver | Primo Zamparini           | ITA  |
| Brons  | Brunon Bendig             | POL  |
| Brons  | Oliver Taylor             | AUS  |
| 5      | Jerry Armstrong           | USA  |
| 5      | Alfonso Carbajo Fernández | ESP  |
| 5      | Horst Rascher             | EUA  |
| 5      | Myint Thein               | BIR  |

### vedergewicht (tot 57 kg)
| rang   | sporter              | land |
| ------ | -------------------- | ---- |
| Goud   | Francesco Musso      | ITA  |
| Zilver | Jerzy Adamski        | POL  |
| Brons  | Jorma Limmonen       | FIN  |
| Brons  | William Meyers       | RSA  |
| 5      | Abel Bekker          | RHS  |
| 5      | Ernest Chervet       | SUI  |
| 5      | Constantin Gheorghiu | ROU  |
| 5      | Boris Nikonorov      | URS  |

### lichtgewicht (tot 60 kg)
| rang   | sporter             | land |
| ------ | ------------------- | ---- |
| Goud   | Kazimierz Paździor  | POL  |
| Zilver | Sandro Lopopolo     | ITA  |
| Brons  | Abel Laudonio       | ARG  |
| Brons  | Richard McTaggart   | GBR  |
| 5      | Velikton Barannikov | URS  |
| 5      | Harry Campbell      | USA  |
| 5      | Ferenc Kellner      | HUN  |
| 5      | Salah Shokweir      | RAU  |

### halfweltergewicht (tot 63.5 kg)
| rang   | sporter              | land |
| ------ | -------------------- | ---- |
| Goud   | Bohumil Němeček      | TCH  |
| Zilver | Clement Quartey      | GHA  |
| Brons  | Quincey Daniels      | USA  |
| Brons  | Marian Kasprzyk      | POL  |
| 5      | Piero Brandi         | ITA  |
| 5      | Sayed El-Nahas       | RAU  |
| 5      | Kim Duck-Bong        | KOR  |
| 5      | Vladimir Jengibarjan | URS  |

### weltergewicht (tot 67 kg)
| rang   | sporter                | land |
| ------ | ---------------------- | ---- |
| Goud   | Nino Benvenuti         | ITA  |
| Zilver | Joeri Radonjak         | URS  |
| Brons  | Leszek Drogosz         | POL  |
| Brons  | James Lloyd            | GBR  |
| 5      | Arthur Phillip Baldwin | USA  |
| 5      | Henry Loubscher        | RSA  |
| 5      | Sjisjman Mitsev        | BUL  |
| 5      | Andrés Navarro Moreno  | ESP  |

### halfmiddengewicht (tot 71 kg)
| rang   | sporter           | land |
| ------ | ----------------- | ---- |
| Goud   | Wilbert McClure   | USA  |
| Zilver | Carmelo Bossi     | ITA  |
| Brons  | William Fisher    | GBR  |
| Brons  | Boris Lagoetin    | URS  |
| 5      | John Bukowski     | AUS  |
| 5      | Henryk Dampc      | POL  |
| 5      | Souleymane Diallo | FRA  |
| 5      | Celedonio Lima    | ARG  |

### middengewicht (tot 75 kg)
| rang   | sporter             | land |
| ------ | ------------------- | ---- |
| Goud   | Eddie Crook         | USA  |
| Zilver | Tadeusz Walasek     | POL  |
| Brons  | Jevgeni Feofanov    | URS  |
| Brons  | Ion Monea           | ROU  |
| 5      | Hans Buechi         | SUI  |
| 5      | Chang Lo-Pu         | RCO  |
| 5      | Luigi Napoleoni     | ITA  |
| 5      | Frederik Van Rooyen | RSA  |

### halfzwaargewicht (tot 81 kg)
| rang   | sporter                 | land |
| ------ | ----------------------- | ---- |
| Goud   | Cassius Clay            | USA  |
| Zilver | Zbigniew Pietrzykowski  | POL  |
| Brons  | Anthony Madigan         | AUS  |
| Brons  | Giulio Saraudi          | ITA  |
| 5      | Gennadi Sjatkov         | URS  |
| 5      | Rafael Gargiulo         | ARG  |
| 5      | Gheorghe Negrea         | ROU  |
| 5      | Petar Stankoff Spassoff | BUL  |

### zwaargewicht (boven 81 kg)
| rang   | sporter           | land |
| ------ | ----------------- | ---- |
| Goud   | Franco De Piccoli | ITA  |
| Zilver | Daniel Bekker     | RSA  |
| Brons  | Josef Němec       | TCH  |
| Brons  | Günter Siegmund   | EUA  |
| 5      | Andrej Abramov    | URS  |
| 5      | Vasile Mariuțan   | ROU  |
| 5      | Percy Price       | USA  |
| 5      | Obrad Sretenović  | YUG  |

## Medaillespiegel
| rang   | land                          | goud | zilver | brons | totaal |
| ------ | ----------------------------- | ---- | ------ | ----- | ------ |
| 1      | Italië                        | 3    | 3      | 1     | 7      |
| 2      | Verenigde Staten              | 3    | 0      | 1     | 4      |
| 3      | Polen                         | 1    | 3      | 3     | 7      |
| 4      | Sovjet-Unie                   | 1    | 2      | 2     | 5      |
| 5      | Tsjecho-Slowakije             | 1    | 0      | 1     | 2      |
| 6      | Hongarije                     | 1    | 0      | 0     | 1      |
| 7      | Zuid-Afrika                   | 0    | 1      | 1     | 2      |
| 8      | Ghana                         | 0    | 1      | 0     | 1      |
| 9      | Groot-Brittannië              | 0    | 0      | 3     | 3      |
| 10     | Australië                     | 0    | 0      | 2     | 2      |
| 11     | Argentinië                    | 0    | 0      | 1     | 1      |
| 11     | Duits eenheidsteam            | 0    | 0      | 1     | 1      |
| 11     | Finland                       | 0    | 0      | 1     | 1      |
| 11     | Japan                         | 0    | 0      | 1     | 1      |
| 11     | Roemenië                      | 0    | 0      | 1     | 1      |
| 11     | Verenigde Arabische Republiek | 0    | 0      | 1     | 1      |
| totaal | totaal                        | 10   | 10     | 20    | 40     |